# Rose Ghrayeb
Rose Ghrayeb (ou Rose Ghorayeb) est une femme de lettres libanaise née en 1909 à Damour et morte en 2006 dans la même ville. Souvent désignée comme la première femme critique littéraire de la langue Arabe, Rose Ghorayeb a partagé sa carrière prolifique entre l'enseignement, l'écriture et la défense de la langue Arabe. Elle s'est également impliquée dans la défense de la condition féminine.
Après avoir gradué en 1932 de l'American Junior College for Women (AJCW), Rose Ghorayeb est éventuellement devenue Chef du département d'Arabe du Beirut College for Women (BCW). En tant qu'activiste pour le droit des femmes, elle a contribué régulièrement à la publication mensuelle Sawt al-Mar'a (La voix de la femme). De 1983 à 1993, elle a été l'éditrice de Al-Raida, le journal trimestriel de l'Institute for Women's Studies in the Arab World de la Lebanese American University (LAU).
Parmi ses nombreux ouvrages, on trouve des contes pour enfants, des pièces de théâtre ainsi que des essais sur la littérature arabe.